# Mahaut
Mahaut este un oraș din Dominica.